# Coppa del Mondo di scherma 2017
La Coppa del Mondo di scherma 2016-2017 è stata la 46ª edizione della competizione organizzata ogni anno dalla Federazione internazionale della scherma. È iniziata il 14 ottobre 2016 e si è conclusa il 19 luglio 2017, al termine dei campionati del mondo.

## Distribuzione dei punti

### Individuale
Le competizioni del calendario si suddividono in cinque categorie. Tutte portano dei punti validi per la Coppa del Mondo secondo un coefficiente prestabilito: 1 per le prove di Coppa del Mondo e i campionati continentali, 1,5 per i Grand Prix, 2,5 per i campionati mondiali e 3 per i Giochi olimpici. I tornei satellite, destinati a far familiarizzare i giovani schermidori con le competizioni internazionali, portano pochi punti.
Per calcolare la classifica di uno schermidore, contano solamente i cinque migliori punteggi ottenuti durante le prove di Coppa del Mondo, Grand Prix e satellite, oltre ai campionati mondiali e ai Giochi olimpici..
| Pos.                                    | 1  | 2  | 3-4 | 5-8 | 9-16 | 17-32 | 33-64 |
| --------------------------------------- | -- | -- | --- | --- | ---- | ----- | ----- |
| Satellite                               | 4  | 3  | 2   | 1   | 0    | 0     | 0     |
| Campionati continentali Coppa del Mondo | 32 | 26 | 20  | 14  | 8    | 4     | 2     |
| Grand Prix                              | 48 | 39 | 30  | 21  | 12   | 6     | 3     |
| Campionati mondiali                     | 80 | 65 | 50  | 35  | 20   | 10    | 5     |
| Giochi olimpici                         | 96 | 78 | 60  | 42  | 24   | 12    | 6     |

### A squadre
La distribuzione dei punti è la stessa per tutte le competizioni a squadre, tranne che per i campionati mondiali che portano il doppio dei punti.
Per calcolare la classifica di una squadre, contano solamente i quattro migliori risultati delle prove di Coppa del Mondo, oltre a quelli di campionati mondiali o Olimpiadi e dei campionati continentali.
| Pos.                                    | 1   | 2   | 3  | 4  | 5  | 6  | 7  | 8  | 9  | 10 | 11 | 12 | 13 | 14 | 15 | 16 | 17-32 |
| --------------------------------------- | --- | --- | -- | -- | -- | -- | -- | -- | -- | -- | -- | -- | -- | -- | -- | -- | ----- |
| Campionati continentali Coppa del Mondo | 64  | 52  | 40 | 36 | 32 | 30 | 28 | 26 | 25 | 24 | 23 | 22 | 21 | 20 | 19 | 18 | 8     |
| Campionati mondiali                     | 128 | 104 | 80 | 72 | 64 | 60 | 56 | 52 | 50 | 48 | 46 | 44 | 42 | 40 | 38 | 36 | 16    |

## Calendario
| Legenda | Abbreviazione | Categoria               |
|         | CM            | Campionati mondiali     |
|         | CC            | Campionati continentali |
|         | GP            | Grand Prix              |
|         | CdM           | Coppa del Mondo         |
|         | Sat           | Tornei satelliti        |

### Donne

#### Circuito principale
| Data             | Nome e luogo                                                | Cat. | Arma     | Tipo    | Vincitrice                                                                          | Finalista                                                                                   | Semifinaliste                                                                       | T      |
| ---------------- | ----------------------------------------------------------- | ---- | -------- | ------- | ----------------------------------------------------------------------------------- | ------------------------------------------------------------------------------------------- | ----------------------------------------------------------------------------------- | ------ |
| 14 ottobre 2016  | Coppa del Mondo Cancún                                      | CdM  | Fioretto | Indiv.  | Arianna Errigo                                                                      | Elisa Vardaro                                                                               | Martina Batini Nicole Ross                                                          | [ 3 ]  |
| 14 ottobre 2016  | Coppa del Mondo Cancún                                      | CdM  | Fioretto | Squadre | Italia Martina Batini Alice Volpi Chiara Cini Arianna Errigo                        | Stati Uniti Nicole Ross Sabrina Massialas Lee Kiefer Margaret Lu                            | Germania Eva Hampel Tamina Knauer Leonie Ebert Anne Kleibrink                       | [ 4 ]  |
| 21 ottobre 2016  | Spada di Tallinn Tallinn                                    | CdM  | Spada    | Indiv.  | Tatiana Logunova                                                                    | Violetta Kolobova                                                                           | Irina Embrich Renata Knapik-Miazga                                                  | [ 5 ]  |
| 21 ottobre 2016  | Spada di Tallinn Tallinn                                    | CdM  | Spada    | Squadre | Estonia Erika Kirpu Katrina Lehis Irina Embrich Kristina Kuusk                      | Francia Oceane Tahe Auriane Mallo-Breton Coraline Vitalis Marie-Florence Candassamy         | Ucraina Dzhoan Feybi Bezhura Kseniya Pantelyeyeva Anfisa Pochkalova Olena Kryvytska | [ 6 ]  |
| 4 novembre 2016  | Challenge international de Saint-Maur Saint-Maur-des-Fossés | CdM  | Fioretto | Indiv.  | Inna Deriglazova                                                                    | Nicole Ross                                                                                 | Arianna Errigo Anastasia Ivanova                                                    | [ 7 ]  |
| 4 novembre 2016  | Challenge international de Saint-Maur Saint-Maur-des-Fossés | CdM  | Fioretto | Squadre | Italia Arianna Errigo Martina Batini Alice Volpi Chiara Cini                        | Russia Anastasia Ivanova Inna Gracheva Diana Yakovleva Adelina Zagidullina                  | Stati Uniti Margaret Lu Lee Kiefer Nicole Ross Sabrina Massialas                    | [ 8 ]  |
| 11 novembre 2016 | Coppa del Mondo Suzhou                                      | CdM  | Spada    | Indiv.  | Anna van Brummen                                                                    | Dzhoan Feybi Bezhura                                                                        | Tatiana Logunova Song Se-ra                                                         | [ 9 ]  |
| 11 novembre 2016 | Coppa del Mondo Suzhou                                      | CdM  | Spada    | Squadre | Ucraina Kseniya Pantelyeyeva Olena Kryvytska Dzhoan Feybi Bezhura Anfisa Pochkalova | Corea del Sud Jinsil Yu Young Mi Kang A Lam Shin Sera Song                                  | Russia Yulia Lichagina Violetta Kolobova Tatiana Gudkova Violetta Khrapina          | [ 10 ] |
| 18 novembre 2016 | Trophée BNP Paribas Orléans                                 | CdM  | Sciabola | Indiv.  | Manon Brunet                                                                        | Kim Ji-yeon                                                                                 | Chika Aoki Norika Tamura                                                            | [ 11 ] |
| 18 novembre 2016 | Trophée BNP Paribas Orléans                                 | CdM  | Sciabola | Squadre | Italia Loreta Gulotta Rossella Gregorio Martina Criscio Irene Vecchi                | Ucraina Olena Prokuda Olena Voronina Olga Zhovnir Oleksandra Mamontova                      | Ungheria Liza Pusztai Petra Zahonyi Luca Laszlo Anna Marton                         | [ 12 ] |
| 2 dicembre 2016  | Grand Prix Torino                                           | GP   | Fioretto | Indiv.  | Lee Kiefer                                                                          | Nicole Ross                                                                                 | Arianna Errigo Alice Volpi                                                          | [ 13 ] |
| 9 dicembre 2016  | Grand Prix del Qatar Doha                                   | GP   | Spada    | Indiv.  | Sarra Besbes                                                                        | Violetta Kolobova                                                                           | Ewa Nelip Xu Nuo                                                                    | [ 14 ] |
| 16 dicembre 2016 | Grand Prix Cancún                                           | GP   | Sciabola | Indiv.  | Yana Egorian                                                                        | Anna Márton                                                                                 | Cécilia Berder Kim Ji-yeon                                                          | [ 15 ] |
| 13 gennaio 2017  | Coppa del Mondo Algeri                                      | CdM  | Fioretto | Indiv.  | Ysaora Thibus                                                                       | Nam Hyun-hee                                                                                | Arianna Errigo Alice Volpi                                                          | [ 16 ] |
| 13 gennaio 2017  | Coppa del Mondo Algeri                                      | CdM  | Fioretto | Squadre | Italia Alice Volpi Martina Batini Arianna Errigo Camilla Mancini                    | Russia Inna Gracheva Marta Martyanova Adelina Zagidullina Anastasia Ivanova                 | Francia Anita Blaze Ysaora Thibus Jeromine Mpah-Njanga Pauline Ranvier              | [ 17 ] |
| 20 gennaio 2017  | Città di Barcellona Barcellona                              | CdM  | Spada    | Indiv.  | Sun Yiwen                                                                           | Irina Embrich                                                                               | Mélissa Goram Emese Szász                                                           | [ 18 ] |
| 20 gennaio 2017  | Città di Barcellona Barcellona                              | CdM  | Spada    | Squadre | Cina Yiwen Sun Yixuan Xiang Peiying Zhong Mingye Zhu                                | Estonia Erika Kirpu Kristina Kuusk Irina Embrich Julia Beljajeva                            | Russia Violetta Kolobova Violetta Khrapina Tatyana Andryushina Tatiana Gudkova      | [ 19 ] |
| 27 gennaio 2017  | Coppa del Mondo New York                                    | CdM  | Sciabola | Indiv.  | Cécilia Berder                                                                      | Kim Ji-yeon                                                                                 | Martina Criscio Irene Vecchi                                                        | [ 20 ] |
| 27 gennaio 2017  | Coppa del Mondo New York                                    | CdM  | Sciabola | Squadre | Francia Cecilia Berder Manon Apithy Margaux Rifkiss Sara Balzer                     | Corea del Sud Jiyeon Seo Seona Hwang Jiyeon Kim Jisu Yoon                                   | Russia Anastasia Bazhenova Sofia Lokhanova Valeriya Bolshakova Yana Egorian         | [ 21 ] |
| 3 febbraio 2017  | Coppa del Mondo Danzica                                     | CdM  | Fioretto | Indiv.  | Svetlana Tripapina                                                                  | Pauline Ranvier                                                                             | Astrid Guyart Lee Kiefer                                                            | [ 22 ] |
| 3 febbraio 2017  | Coppa del Mondo Danzica                                     | CdM  | Fioretto | Squadre | Italia Alice Volpi Martina Batini Camilla Mancini Chiara Cini                       | Francia Astrid Guyart Pauline Ranvier Ysaora Thibus Jeromine Mpah-Njanga                    | Russia Anastasia Ivanova Marta Martyanova Inna Gracheva Adelina Zagidullina         | [ 23 ] |
| 10 febbraio 2017 | Trofeo Carroccio Legnano                                    | CdM  | Spada    | Indiv.  | Julia Beljajeva                                                                     | Lauren Rembi                                                                                | Sarra Besbes Dzhoan Feybi Bezhura                                                   | [ 24 ] |
| 10 febbraio 2017 | Trofeo Carroccio Legnano                                    | CdM  | Spada    | Squadre | Cina Nuo Xu Yiwen Sun Mingye Zhu Yixuan Xiang                                       | Estonia Erika Kirpu Kristina Kuusk Irina Embrich Julia Beljajeva                            | Corea del Sud Injeong Choi A Lam Shin Young Mi Kang Jinsil Yu                       | [ 25 ] |
| 17 febbraio 2017 | Coppa Acropoli Atene                                        | CdM  | Sciabola | Indiv.  | Anna Márton                                                                         | Manon Brunet                                                                                | Kim Ji-yeon Charlotte Lembach                                                       | [ 26 ] |
| 17 febbraio 2017 | Coppa Acropoli Atene                                        | CdM  | Sciabola | Squadre | Russia Valeriya Bolshakova Yana Egorian Anastasia Bazhenova Sofia Lokhanova         | Corea del Sud Rajin Lee Jiyeon Kim Jisu Yoon Jiyeon Seo                                     | Italia Rossella Gregorio Loreta Gulotta Sofia Ciaraglia Irene Vecchi                | [ 27 ] |
| 18 marzo 2017    | Grand Prix Long Beach                                       | GP   | Fioretto | Indiv.  | Lee Kiefer                                                                          | Marta Martyanova                                                                            | Inna Deriglazova Arianna Errigo                                                     | [ 28 ] |
| 24 marzo 2017    | Grand Prix Westend Budapest                                 | GP   | Spada    | Indiv.  | Rossella Fiamingo                                                                   | Choi In-jeong                                                                               | Julia Beljajeva Ayaka Shimōkawa                                                     | [ 29 ] |
| 24 marzo 2017    | Coppa del Mondo Yangzhou                                    | CdM  | Sciabola | Indiv.  | Manon Brunet                                                                        | Sara Balzer                                                                                 | Martina Criscio Mariel Zagunis                                                      | [ 30 ] |
| 24 marzo 2017    | Coppa del Mondo Yangzhou                                    | CdM  | Sciabola | Squadre | Stati Uniti Monica Aksamit Ibtihaj Muhammad Dagmara Wozniak Anne-Elizabeth Stone    | Francia Manon Apithy Charlotte Lembach Sara Balzer Saoussen Boudiaf                         | Italia Rossella Gregorio Loreta Gulotta Martina Criscio Irene Vecchi                | [ 31 ] |
| 31 marzo 2017    | Grand Prix Seul                                             | GP   | Sciabola | Indiv.  | Yana Egorian                                                                        | Anna Márton                                                                                 | Cécilia Berder Martina Criscio                                                      | [ 32 ] |
| 28 aprile 2017   | Coppa Reinhold-Würth Tauberbischofsheim                     | CdM  | Fioretto | Indiv.  | Lee Kiefer                                                                          | Arianna Errigo                                                                              | Inna Deriglazova Carolin Golubytskyi                                                | [ 33 ] |
| 28 aprile 2017   | Coppa Reinhold-Würth Tauberbischofsheim                     | CdM  | Fioretto | Squadre | Italia Martina Batini Arianna Errigo Camilla Mancini Alice Volpi                    | Germania Anne Kleibrink Leonie Ebert Carolin Bodoczi Eva Hampel                             | Francia Astrid Guyart Anita Blaze Ysaora Thibus Pauline Ranvier                     | [ 34 ] |
| 5 maggio 2017    | Coppa del Mondo Rio de Janeiro                              | CdM  | Spada    | Indiv.  | Kristina Kuusk                                                                      | Alexandra Ndolo                                                                             | Erika Kirpu Ewa Nelip                                                               | [ 35 ] |
| 5 maggio 2017    | Coppa del Mondo Rio de Janeiro                              | CdM  | Spada    | Squadre | Italia Mara Navarria Rossella Fiamingo Giulia Rizzi Alberta Santuccio               | Russia Violetta Khrapina Alena Komarova Yana Zvereva Violetta Kolobova                      | Cina Yiwen Sun Nuo Xu Chengzi Xu Mingye Zhu                                         | [ 36 ] |
| 12 maggio 2017   | Coppa del Mondo Tunisi                                      | CdM  | Sciabola | Indiv.  | Olha Kharlan                                                                        | Anna Márton                                                                                 | Manon Brunet Yana Egorian                                                           | [ 37 ] |
| 12 maggio 2017   | Coppa del Mondo Tunisi                                      | CdM  | Sciabola | Squadre | Italia Irene Vecchi Sofia Ciaraglia Rossella Gregorio Martina Criscio               | Polonia Malgorzata Kozaczuk Katarzyna Kedziora Marta Puda Martyna Komisarczyk               | Francia Cecilia Berder Charlotte Lembach Manon Apithy Sara Balzer                   | [ 38 ] |
| 19 maggio 2017   | Grand Prix Shanghai                                         | GP   | Fioretto | Indiv.  | Martina Batini                                                                      | Inna Deriglazova                                                                            | Ysaora Thibus Svetlana Tripapina                                                    | [ 39 ] |
| 26 maggio 2017   | Grand Prix Bogotà                                           | GP   | Spada    | Indiv.  | Emese Szász                                                                         | Kong Man Wai                                                                                | Alberta Santuccio Shin A-lam                                                        | [ 40 ] |
| 2 giugno 2017    | Sciabola di Mosca Mosca                                     | GP   | Sciabola | Indiv.  | Charlotte Lembach                                                                   | Anna Márton                                                                                 | Caroline Queroli Bianca Pascu                                                       | [ 41 ] |
| 8 giugno 2017    | Campionati africani Il Cairo                                | CC   | Spada    | Indiv.  | Gbahi Gwladys Sakoa                                                                 | Salwa Gaber                                                                                 | Shirwit Gaber Maya Mansouri                                                         | [ 42 ] |
| 8 giugno 2017    | Campionati africani Il Cairo                                | CC   | Spada    | Squadre | Tunisia Inès Boubakri Nesrine Ghrib Maya Mansouri -                                 | Egitto Nardin Ehab Salwa Gaber Shirwit Gaber Ayah Mady                                      | Sudafrica Nomvula M'Batha Nanette Spencer Aphiwe Tuku -                             | [ 43 ] |
| 8 giugno 2017    | Campionati africani Il Cairo                                | CC   | Fioretto | Indiv.  | Inès Boubakri                                                                       | Yara El Sharkawy                                                                            | Anissa Khelfaoui Noura Mohamed                                                      | [ 44 ] |
| 8 giugno 2017    | Campionati africani Il Cairo                                | CC   | Fioretto | Squadre | Egitto Yara El Sharkawy Noha Hany Noura Mohamed Aida Yasser                         | Algeria Anissa Khelfaoui Meriem Mebarki Sonia Zeboudj -                                     | Tunisia Inès Boubakri Haïfa Jabri Fatma Sethom -                                    | [ 45 ] |
| 8 giugno 2017    | Campionati africani Il Cairo                                | CC   | Sciabola | Indiv.  | Azza Besbes                                                                         | Yosra Ghrairi                                                                               | Mariam Ahmed Logayn Faramawe                                                        | [ 46 ] |
| 8 giugno 2017    | Campionati africani Il Cairo                                | CC   | Sciabola | Squadre | Egitto Mariam Ahmed Logayn Faramawe Lina Mohamed Nour Montaser                      | Tunisia Azza Besbes Khadija Chemkhi Yosra Ghrairi Yasmine Daghfous                          | Senegal Fatou Kiné Faye Mame Awa Ndao Assietou Sow -                                | [ 47 ] |
| 12 giugno 2017   | Campionato europeo Tbilisi                                  | CC   | Spada    | Indiv.  | Violetta Kolobova                                                                   | Alexandra Ndolo                                                                             | Julia Beljajeva Emese Szász-Kovács                                                  | [ 48 ] |
| 12 giugno 2017   | Campionato europeo Tbilisi                                  | CC   | Spada    | Squadre | Francia Melissa Goram Auriane Mallo Lauren Rembi Coraline Vitalis                   | Russia Tat'jana Gudkova Violetta Kolobova Dar'ja Martynjuk Jana Zvereva                     | Romania Adela Danciu Cristina Sbarcia Amalia Tătăran Greta Veres                    | [ 49 ] |
| 12 giugno 2017   | Campionato europeo Tbilisi                                  | CC   | Fioretto | Indiv.  | Arianna Errigo                                                                      | Inna Deriglazova                                                                            | Ysaora Thibus Alice Volpi                                                           | [ 50 ] |
| 12 giugno 2017   | Campionato europeo Tbilisi                                  | CC   | Fioretto | Squadre | Italia Arianna Errigo Martina Batini Alice Volpi Camilla Mancini                    | Russia Inna Deriglazova Adelina Zagidullina Svetlana Tripapina Marta Mart'janova            | Germania Carolin Golubytskyi Anne Sauer Eva Hampel Leonie Ebert                     | [ 51 ] |
| 12 giugno 2017   | Campionato europeo Tbilisi                                  | CC   | Sciabola | Indiv.  | Teodora Kakhiani                                                                    | Rossella Gregorio                                                                           | Bianca Pascu Liza Pusztai                                                           | [ 52 ] |
| 12 giugno 2017   | Campionato europeo Tbilisi                                  | CC   | Sciabola | Squadre | Italia Martina Criscio Rossella Gregorio Loreta Gulotta Irene Vecchi                | Russia Anna Bašta Anastasija Baženova Jana Egorjan Sofija Pozdnjakova                       | Francia Sara Balzer Cecilia Berder Manon Brunet Charlotte Lembach                   | [ 53 ] |
| 13 giugno 2017   | Campionati panamericani Montreal                            | CC   | Spada    | Indiv.  | Kelley Hurley                                                                       | Courtney Hurley                                                                             | Katharine Holmes Nathalie Moellhausen                                               | [ 54 ] |
| 13 giugno 2017   | Campionati panamericani Montreal                            | CC   | Spada    | Squadre | Stati Uniti Katharine Holmes Kelley Hurley Courtney Hurley Anna van Brummen         | Canada Leonora Mackinnon Malinka Hoppe Montanaro Vanessa Lacas-Warrick Brittany Mark-Larkin | Brasile Katherine Miller Bianca Dantas Clarisse Menezes -                           | [ 55 ] |
| 13 giugno 2017   | Campionati panamericani Montreal                            | CC   | Fioretto | Indiv.  | Lee Kiefer                                                                          | Sabrina Massialas                                                                           | Margaret Lu Nicole Ross                                                             | [ 56 ] |
| 13 giugno 2017   | Campionati panamericani Montreal                            | CC   | Fioretto | Squadre | Stati Uniti Jacqueline Dubrovich Lee Kiefer Margaret Lu Nicole Ross                 | Canada Shannon Comerford Alanna Goldie Eleanor Harvey Kelleigh Ryan                         | Brasile Ana Beatriz Bulcão Gabriela Cecchini Mariana Pistoia Ana Toldo              | [ 57 ] |
| 13 giugno 2017   | Campionati panamericani Montreal                            | CC   | Sciabola | Indiv.  | Paola Pliego                                                                        | Julieta Toledo                                                                              | Marissa Ponich Shia Rodríguez                                                       | [ 58 ] |
| 13 giugno 2017   | Campionati panamericani Montreal                            | CC   | Sciabola | Squadre | Messico Úrsula González Paola Pliego Julieta Toledo Vanessa Infante                 | Stati Uniti Monica Aksamit Ibtihaj Muhammad Anne-Elizabeth Stone Francesca Russo            | Venezuela Alejandra Romero Patricia Contreras Milagros Pastran Shia Rodriguez       | [ 59 ] |
| 15 giugno 2017   | Campionati asiatici Hong Kong                               | CC   | Spada    | Indiv.  | Kang Young-mi                                                                       | Kong Man Wai                                                                                | Sun Yiwen Zhu Mingye                                                                | [ 60 ] |
| 15 giugno 2017   | Campionati asiatici Hong Kong                               | CC   | Spada    | Squadre | Cina Sun Yiwen Xiang Yixuan Xu Nuo Zhu Mingye                                       | Corea del Sud Choi In-jeong Kang Young-mi Shin A-lam Song Se-ra                             | Giappone Haruna Baba Kanna Oishi Ayaka Shimookawa Ayumi Yamada                      | [ 61 ] |
| 15 giugno 2017   | Campionati asiatici Hong Kong                               | CC   | Fioretto | Indiv.  | Huo Xingxin                                                                         | Nam Hyun-hee                                                                                | Jeon Hee-sook Minami Kano                                                           | [ 62 ] |
| 15 giugno 2017   | Campionati asiatici Hong Kong                               | CC   | Fioretto | Squadre | Corea del Sud Hong Seo-in Jeon Hee-sook Kim Mi-na Nam Hyun-hee                      | Giappone Sera Azuma Minami Kano Komaki Kikuchi Shiho Nishioka                               | Cina Fu Yiting Huo Xingxin Liu Yongshi Wu Peilin                                    | [ 63 ] |
| 15 giugno 2017   | Campionati asiatici Hong Kong                               | CC   | Sciabola | Indiv.  | Kim Ji-yeon                                                                         | Seo Ji-yeon                                                                                 | Misaki Emura Xu Yiting                                                              | [ 64 ] |
| 15 giugno 2017   | Campionati asiatici Hong Kong                               | CC   | Sciabola | Squadre | Cina Fu Ying Yang Hengyu Yu Xinting Zhang Xueqian                                   | Corea del Sud Hwang Seon-a Kim Ji-yeon Seo Ji-yeon Yoon Ji-su                               | Giappone Chika Aoki Misaki Emura Shihomi Fukushima Norika Tamura                    | [ 65 ] |
| 19 luglio 2017   | Campionato mondiale Lipsia                                  | CM   | Spada    | Indiv.  | Tatyana Gudkova                                                                     | Ewa Nelip                                                                                   | Julia Beljajeva Olena Kryvytska                                                     | [ 66 ] |
| 19 luglio 2017   | Campionato mondiale Lipsia                                  | CM   | Spada    | Squadre | Estonia Irina Embrich Julia Beljajeva Kristina Kuusk Erika Kirpu                    | Cina Sun Yiwen Sun Yujie Zhu Mingye Xu Chengzi                                              | Polonia Magdalena Piekarska Renata Knapik-Miazga Ewa Nelip Barbara Rutz             | [ 67 ] |
| 19 luglio 2017   | Campionato mondiale Lipsia                                  | CM   | Fioretto | Indiv.  | Inna Deriglazova                                                                    | Alice Volpi                                                                                 | Arianna Errigo Ysaora Thibus                                                        | [ 68 ] |
| 19 luglio 2017   | Campionato mondiale Lipsia                                  | CM   | Fioretto | Squadre | Italia Arianna Errigo Alice Volpi Camilla Mancini Martina Batini                    | Stati Uniti Lee Kiefer Margaret Lu Nzingha Prescod Nicole Ross                              | Russia Inna Deriglazova Anastasija Ivanova Svetlana Tripapina Adelina Zagidullina   | [ 69 ] |
| 19 luglio 2017   | Campionato mondiale Lipsia                                  | CM   | Sciabola | Indiv.  | Olha Kharlan                                                                        | Azza Besbes                                                                                 | Cécilia Berder Irene Vecchi                                                         | [ 70 ] |
| 19 luglio 2017   | Campionato mondiale Lipsia                                  | CM   | Sciabola | Squadre | Italia Rossella Gregorio Loreta Gulotta Irene Vecchi Martina Criscio                | Corea del Sud Kim Ji-yeon Seo Ji-yeon Yoon Ji-Su Hwang Seon-a                               | Francia Cécilia Berder Manon Brunet Charlotte Lembach Caroline Queroli              | [ 71 ] |

### Uomini

#### Circuito principale
| Data             | Nome e luogo                                | Cat. | Arma     | Tipo    | Vincitore                                                                         | Finalista                                                                          | Semifinalisti                                                                                    | T       |
| ---------------- | ------------------------------------------- | ---- | -------- | ------- | --------------------------------------------------------------------------------- | ---------------------------------------------------------------------------------- | ------------------------------------------------------------------------------------------------ | ------- |
| 23 ottobre 2016  | Coppa dei Faraoni Il Cairo                  | CdM  | Fioretto | Indiv.  | Race Imboden                                                                      | Alessio Foconi                                                                     | Andrea Cassarà Lorenzo Nista                                                                     | [ 72 ]  |
| 23 ottobre 2016  | Coppa dei Faraoni Il Cairo                  | CdM  | Fioretto | Squadre | Francia Erwann Le Péchoux Jeremy Cadot Enzo Lefort Jean-Paul Tony Helissey        | Stati Uniti Jerry Chang Miles Chamley-Watson Brian Kaneshige Race Imboden          | Italia Lorenzo Nista Giorgio Avola Edoardo Luperi Daniele Garozzo                                | [ 73 ]  |
| 28 ottobre 2016  | Grand Prix TISSOT Berna                     | CdM  | Spada    | Indiv.  | Nikita Glazkov                                                                    | Satoru Uyama                                                                       | Bohdan Nikišyn Andrea Santarelli                                                                 | [ 74 ]  |
| 28 ottobre 2016  | Grand Prix TISSOT Berna                     | CdM  | Spada    | Squadre | Francia Daniel Jerent Jonathan Bonnaire Ronan Gustin Yannick Borel                | Svizzera Peer Borsky Michele Niggeler Max Heinzer Georg Kuhn                       | Russia Vadim Anokhin Sergey Khodos Sergey Bida Anton Glebko                                      | [ 75 ]  |
| 4 novembre 2016  | Coppa del Mondo Dakar                       | CdM  | Sciabola | Indiv.  | Vincent Anstett                                                                   | Enrico Berrè                                                                       | Luca Curatoli Daryl Homer                                                                        | [ 76 ]  |
| 4 novembre 2016  | Coppa del Mondo Dakar                       | CdM  | Sciabola | Squadre | Iran Mojtaba Abedini Mohammad Rahbari Farzad Baher Arasbaran Ali Pakdaman         | Italia Alberto Pellegrini Luigi Samele Enrico Berrè Luca Curatoli                  | Corea del Sud Gu Bon-gil Kim Jun-ho Oh Sang-uk Kim Jung-hwan                                     | [ 77 ]  |
| 11 novembre 2016 | Coppa del Principe Takamado Tokyo           | CdM  | Fioretto | Indiv.  | Miles Chamley-Watson                                                              | Giorgio Avola                                                                      | Erwann Le Péchoux Alessandro Paroli                                                              | [ 78 ]  |
| 11 novembre 2016 | Coppa del Principe Takamado Tokyo           | CdM  | Fioretto | Squadre | Russia Timur Safin Dmitrij Rigin Timur Arslanov Dmitry Zherebchenko               | Stati Uniti Miles Chamley-Watson Race Imboden Alexander Massialas Gerek Meinhardt  | Italia Daniele Garozzo Lorenzo Nista Giorgio Avola Alessio Foconi                                | [ 79 ]  |
| 18 novembre 2016 | Jockey Club Argentino Buenos Aires          | CdM  | Spada    | Indiv.  | Park Sang-young                                                                   | Marco Fichera                                                                      | Yannick Borel Jean-Michel Lucenay                                                                | [ 80 ]  |
| 18 novembre 2016 | Jockey Club Argentino Buenos Aires          | CdM  | Spada    | Squadre | Russia Pavel Sukhov Vadim Anokhin Nikita Glazkov Sergey Bida                      | Francia Daniel Jerent Jonathan Bonnaire Yannick Borel Ronan Gustin                 | Ungheria Zsombor Banyai Gergely Siklósi Daniel Berta Peter Somfai                                | [ 81 ]  |
| 2 dicembre 2016  | Grand Prix Torino                           | GP   | Fioretto | Indiv.  | Alessio Foconi                                                                    | Alexander Massialas                                                                | Kim Hyo-gon Enzo Lefort                                                                          | [ 82 ]  |
| 2 dicembre 2016  | Coppa Gerevich-Kovács-Kárpáti Győr          | CdM  | Sciabola | Indiv.  | Oh Sang-uk                                                                        | Gu Bon-gil                                                                         | Boladé Apithy András Szatmári                                                                    | [ 83 ]  |
| 2 dicembre 2016  | Coppa Gerevich-Kovács-Kárpáti Győr          | CdM  | Sciabola | Squadre | Italia Luigi Samele Alberto Pellegrini Enrico Berrè Luca Curatoli                 | Corea del Sud Gu Bon-gil Kim Jun-ho Kim Jung-hwan Oh Sang-uk                       | Russia Kamil Ibragimov Dmitriy Danilenko Vladislav Pozdnyakov Ilya Motorin                       | [ 84 ]  |
| 9 dicembre 2016  | Grand Prix del Qatar Doha                   | GP   | Spada    | Indiv.  | Kweon Young-jun                                                                   | Alexandre Bardenet                                                                 | Jean-Michel Lucenay Nikolai Novosjolov                                                           | [ 85 ]  |
| 16 dicembre 2016 | Grand Prix Cancún                           | GP   | Sciabola | Indiv.  | Luigi Samele                                                                      | Lee Jong-hyun                                                                      | Csanád Gémesi Ilya Motorin                                                                       | [ 86 ]  |
| 20 gennaio 2017  | Challenge International de Paris Parigi     | CdM  | Fioretto | Indiv.  | Alexander Massialas                                                               | Timur Safin                                                                        | Giorgio Avola Ha Tae-gyu                                                                         | [ 87 ]  |
| 20 gennaio 2017  | Challenge International de Paris Parigi     | CdM  | Fioretto | Squadre | Italia Daniele Garozzo Giorgio Avola Alessio Foconi Lorenzo Nista                 | Francia Jeremy Cadot Erwann Le Péchoux Julien Mertine Enzo Lefort                  | Stati Uniti Race Imboden Alexander Massialas Miles Chamley-Watson Gerek Meinhardt                | [ 88 ]  |
| 26 gennaio 2017  | Coppa d'Heidenheim Heidenheim               | CdM  | Spada    | Indiv.  | Park Kyoung-doo                                                                   | Yannick Borel                                                                      | Kōki Kanō Máté Koch                                                                              | [ 89 ]  |
| 26 gennaio 2017  | Coppa d'Heidenheim Heidenheim               | CdM  | Spada    | Squadre | Italia Marco Fichera Paolo Pizzo Andrea Santarelli Enrico Garozzo                 | Francia Yannick Borel Daniel Jerent Jean-Michel Lucenay Gauthier Grumier           | Ucraina Maksym Khvorost Dmytro Karjučenko Anatolij Herej Bogdan Nikishin                         | [ 90 ]  |
| 3 febbraio 2017  | Trofeo Luxardo Padova                       | CdM  | Sciabola | Indiv.  | András Szatmári                                                                   | Mojtaba Abedini                                                                    | Kim Jung-hwan Oh Sang-uk                                                                         | [ 91 ]  |
| 3 febbraio 2017  | Trofeo Luxardo Padova                       | CdM  | Sciabola | Squadre | Corea del Sud Kim Jung-hwan Gu Bon-gil Oh Sang-uk Jonghyun Lee                    | Italia Luca Curatoli Enrico Berrè Luigi Samele Aldo Montano                        | Ungheria Andras Szatmari Tamas Decsi Csanád Gémesi Aron Szilagyi                                 | [ 92 ]  |
| 10 febbraio 2017 | Leone di Bonn Bonn                          | CdM  | Fioretto | Indiv.  | Peter Joppich                                                                     | Enzo Lefort                                                                        | Race Imboden Timur Safin                                                                         | [ 93 ]  |
| 10 febbraio 2017 | Leone di Bonn Bonn                          | CdM  | Fioretto | Squadre | Francia Enzo Lefort Erwann Le Péchoux Jeremy Cadot Julien Mertine                 | Italia Alessio Foconi Giorgio Avola Andrea Cassarà Daniele Garozzo                 | Russia Timur Arslanov Dmitry Zherebchenko Timur Safin Alexey Cheremisinov                        | [ 94 ]  |
| 17 febbraio 2017 | Coppa Peter Bakonyi Vancouver               | CdM  | Spada    | Indiv.  | Max Heinzer                                                                       | Yunior Reytor Venet                                                                | Yannick Borel Niko Vuorinen                                                                      | [ 95 ]  |
| 17 febbraio 2017 | Coppa Peter Bakonyi Vancouver               | CdM  | Spada    | Squadre | Rep. Ceca Richard Pokorny Jiri Beran Martin Rubeš Pavel Pitra                     | Ucraina Anatolij Herej Maksym Khvorost Volodymyr Stankevych Bogdan Nikishin        | Italia Marco Fichera Paolo Pizzo Andrea Santarelli Enrico Garozzo                                | [ 96 ]  |
| 24 febbraio 2017 | Siciabola di Wołodyjowski Varsavia          | CdM  | Sciabola | Indiv.  | Kim Jung-hwan                                                                     | Áron Szilágyi                                                                      | Csanád Gémesi Gu Bon-gil                                                                         | [ 97 ]  |
| 24 febbraio 2017 | Siciabola di Wołodyjowski Varsavia          | CdM  | Sciabola | Squadre | Romania Alin Badea Tiberiu Dolniceanu Iulian Teodosiu Madalin Bucur               | Italia Luca Curatoli Luigi Samele Diego Occhiuzzi Lorenzo Romano                   | Corea del Sud Oh Sang-uk Jonghyun Lee Kim Jung-hwan Gu Bon-gil                                   | [ 98 ]  |
| 18 marzo 2017    | Grand Prix Long Beach                       | GP   | Fioretto | Indiv.  | Timur Safin                                                                       | Alexander Massialas                                                                | Giorgio Avola Daniele Garozzo                                                                    | [ 99 ]  |
| 24 marzo 2017    | Grand Prix Westend Budapest                 | GP   | Spada    | Indiv.  | Jung Jin-sun                                                                      | Kazuyasu Minobe                                                                    | Park Kyoung-doo Andrea Santarelli                                                                | [ 100 ] |
| 31 marzo 2017    | Grand Prix Seul                             | GP   | Sciabola | Indiv.  | Kim Jung-hwan                                                                     | Vincent Anstett                                                                    | Luca Curatoli Benedikt Wagner                                                                    | [ 101 ] |
| 5 maggio 2017    | Fioretto di San Pietroburgo San Pietroburgo | CdM  | Fioretto | Indiv.  | Daniele Garozzo                                                                   | Andrea Cassarà                                                                     | Cheung Ka Long Timur Safin                                                                       | [ 102 ] |
| 5 maggio 2017    | Fioretto di San Pietroburgo San Pietroburgo | CdM  | Fioretto | Squadre | Francia Julien Mertine Enzo Lefort Jeremy Cadot Erwann Le Péchoux                 | Russia Dmitrij Rigin Dmitry Zherebchenko Timur Safin Timur Arslanov                | Stati Uniti Brian Kaneshige Nick Itkin Miles Chamley-Watson Race Imboden                         | [ 103 ] |
| 12 maggio 2017   | Challenge Monal Parigi                      | CdM  | Spada    | Indiv.  | Marco Fichera                                                                     | Yannick Borel                                                                      | Kōki Kanō Karol Kostka                                                                           | [ 104 ] |
| 12 maggio 2017   | Challenge Monal Parigi                      | CdM  | Spada    | Squadre | Corea del Sud Jung Jin-sun Kyoungdoo Park Park Sang-young Kweon Young-jun         | Italia Paolo Pizzo Andrea Santarelli Marco Fichera Enrico Garozzo                  | Giappone Kazuyasu Minobe Inochi Ito Masaru Yamada Satoru Uyama                                   | [ 105 ] |
| 19 maggio 2017   | Grand Prix Shanghai                         | GP   | Fioretto | Indiv.  | Richard Kruse                                                                     | Alessio Foconi                                                                     | Erwann Le Péchoux Dmitry Zherebchenko                                                            | [ 106 ] |
| 19 maggio 2017   | Città di Madrid Madrid                      | CdM  | Sciabola | Indiv.  | Max Hartung                                                                       | Eli Dershwitz                                                                      | András Szatmári Áron Szilágyi                                                                    | [ 107 ] |
| 19 maggio 2017   | Città di Madrid Madrid                      | CdM  | Sciabola | Squadre | Italia Luigi Samele Aldo Montano Enrico Berrè Luca Curatoli                       | Russia Konstantin Lokhanov Kamil Ibragimov Alexey Yakimenko Dmitriy Danilenko      | Ungheria Andras Szatmari Aron Szilagyi Csanád Gémesi Tamas Decsi                                 | [ 108 ] |
| 26 maggio 2017   | Grand Prix Bogotà                           | GP   | Spada    | Indiv.  | Bogdan Nikishin                                                                   | Marco Fichera                                                                      | Edoardo Munzone Park Kyoung-doo                                                                  | [ 109 ] |
| 2 giugno 2017    | Grand Prix Mosca                            | GP   | Sciabola | Indiv.  | Luca Curatoli                                                                     | Gu Bon-gil                                                                         | Kim Jung-hwan Áron Szilágyi                                                                      | [ 110 ] |
| 8 giugno 2017    | Campionati africani Il Cairo                | CC   | Spada    | Indiv.  | Ayman Fayez                                                                       | Satya Gunput                                                                       | Alexandre Bouzaid Ahmed El Saghir                                                                | [ 111 ] |
| 8 giugno 2017    | Campionati africani Il Cairo                | CC   | Spada    | Squadre | Egitto Mahmoud Mohsen Ahmed Elsaghir Ayman Fayez Sherif Fayez                     | Marocco Aissam Rami Houssam Elkord Karim El Haouari -                              | Senegal Babacar Kadam Bourama Keba Sagnan Babacar Sadikh Keita Csanád Gémesi                     | [ 112 ] |
| 8 giugno 2017    | Campionati africani Il Cairo                | CC   | Fioretto | Indiv.  | Alaaeldin Abouelkassem                                                            | Mohamed Samandi                                                                    | Mohamed Essam Jérémy Fafa Keryhuel                                                               | [ 113 ] |
| 8 giugno 2017    | Campionati africani Il Cairo                | CC   | Fioretto | Squadre | Egitto Mohamed Hassan Alaaeldin Abouelkassem Mohamed Essam Youssef Sanaa          | Tunisia Mohamed Aziz Metoui Heythem Bessaoud Mohamed Ayoub Ferjani Mohamed Samandi | Sudafrica Gaelan Wort Alexander Collings Robert Mc Gregor Csanád Gémesi                          | [ 114 ] |
| 8 giugno 2017    | Campionati africani Il Cairo                | CC   | Sciabola | Indiv.  | Farès Ferjani                                                                     | Hichem Samandi                                                                     | Iheb Ben Chaabane Ziad El Sissy                                                                  | [ 115 ] |
| 8 giugno 2017    | Campionati africani Il Cairo                | CC   | Sciabola | Squadre | Tunisia Hichem Samandi Iheb Ben Chaabene Ahmed Ferjani Fares Ferjani              | Egitto Mostafa Ayman Mohab Samer Ahmed Amr Ziad Elsissy                            | Senegal Ibrahima Konte Moustapha Diagne Ahmet Mbodj Babacar Sadikh Keita                         | [ 116 ] |
| 12 giugno 2017   | Campionato europeo Tbilisi                  | CC   | Spada    | Indiv.  | Yannick Borel                                                                     | Paolo Pizzo                                                                        | Sergey Khodos Nikolai Novosjolov                                                                 | [ 117 ] |
| 12 giugno 2017   | Campionato europeo Tbilisi                  | CC   | Spada    | Squadre | Russia Vadim Anochin Sergej Chodos Pavel Suchov Nikita Glazkov                    | Ucraina Anatolij Herej Maksym Chvorost Bohdan Nikišyn Volodymyr Stankovyč          | Rep. Ceca Jiří Beran Pavel Pitra Richard Pokorny Martin Rubeš                                    | [ 118 ] |
| 12 giugno 2017   | Campionato europeo Tbilisi                  | CC   | Fioretto | Indiv.  | Daniele Garozzo                                                                   | Timur Safin                                                                        | Giorgio Avola Jérémy Cadot                                                                       | [ 119 ] |
| 12 giugno 2017   | Campionato europeo Tbilisi                  | CC   | Fioretto | Squadre | Francia Jérémy Cadot Enzo Lefort Erwann Le Péchoux Julien Mertine                 | Russia Timur Arslanov Aleksej Čeremisinov Timur Safin Dmitrij Žerebčenko           | Italia Giorgio Avola Alessio Foconi Daniele Garozzo Lorenzo Nista                                | [ 120 ] |
| 12 giugno 2017   | Campionato europeo Tbilisi                  | CC   | Sciabola | Indiv.  | Max Hartung                                                                       | Áron Szilágyi                                                                      | Luca Curatoli Sandro Bazadze                                                                     | [ 121 ] |
| 12 giugno 2017   | Campionato europeo Tbilisi                  | CC   | Sciabola | Squadre | Russia Dmitrij Danilenko Kamil' Ibragimov Vladislav Pozdnjakov Aleksej Jakimenko  | Italia Luca Curatoli Luigi Samele Enrico Berrè Aldo Montano                        | Ungheria Tamas Decsi Csanád Gémesi Andras Szatmari Áron Szilágyi                                 | [ 122 ] |
| 13 giugno 2017   | Campionati panamericani Montreal            | CC   | Spada    | Indiv.  | Rubén Limardo                                                                     | John Édison Rodríguez                                                              | Benjamin Bratton Alexandre Camargo                                                               | [ 123 ] |
| 13 giugno 2017   | Campionati panamericani Montreal            | CC   | Spada    | Squadre | Venezuela Francisco Limardo Rubén Limardo Jesus Limardo Grabiel Lugo              | Argentina José Félix Dominguez Jesus Andres Ruggeri Alessandro Taccani -           | Canada Maxime Brinck-Croteau Marc-Antoine Blais-Belanger Hugues Boisvert-Simard Pascal Heidecker | [ 124 ] |
| 13 giugno 2017   | Campionati panamericani Montreal            | CC   | Fioretto | Indiv.  | Race Imboden                                                                      | Alexander Massialas                                                                | Miles Chamley-Watson Gerek Meinhardt                                                             | [ 125 ] |
| 13 giugno 2017   | Campionati panamericani Montreal            | CC   | Fioretto | Squadre | Stati Uniti Miles Chamley-Watson Race Imboden Alexander Massialas Gerek Meinhardt | Brasile Guilherme Toldo Henrique Marques Julien Baneux Heitor Shimbo               | Messico Daniel Gómez Jesus Beltran Macias José Alberto Pelletier -                               | [ 126 ] |
| 13 giugno 2017   | Campionati panamericani Montreal            | CC   | Sciabola | Indiv.  | Daryl Homer                                                                       | Eli Dershwitz                                                                      | Joseph Polossifakis Jeff Spear                                                                   | [ 127 ] |
| 13 giugno 2017   | Campionati panamericani Montreal            | CC   | Sciabola | Squadre | Stati Uniti Eli Dershwitz Daryl Homer Geoffrey Loss Jeff Spear                    | Canada Fares Arfa Cedric Boutet Shaul Gordon Joseph Polossifakis                   | Venezuela Jesus Carvajal Antonio Leal Jose Quintero Abraham Rodriguez                            | [ 128 ] |
| 15 giugno 2017   | Campionati asiatici Hong Kong               | CC   | Spada    | Indiv.  | Ruslan Kurbanov                                                                   | Park Kyoung-doo                                                                    | Jung Jin-sun Kweon Young-jun                                                                     | [ 129 ] |
| 15 giugno 2017   | Campionati asiatici Hong Kong               | CC   | Spada    | Squadre | Corea del Sud Jung Jin-sun Kweon Young-jun Park Kyoung-doo Park Sang-young        | Cina Lan Minghao Li Zhen Shi Gaofeng Song Hongjie                                  | Giappone Inochi Ito Kazuyasu Minobe Satoru Uyama Masaru Yamada                                   | [ 130 ] |
| 15 giugno 2017   | Campionati asiatici Hong Kong               | CC   | Fioretto | Indiv.  | Ha Tae-gyu                                                                        | Cheung Ka Long                                                                     | Chen Haiwei Son Young-ki                                                                         | [ 131 ] |
| 15 giugno 2017   | Campionati asiatici Hong Kong               | CC   | Fioretto | Squadre | Cina Chen Haiwei Li Chen Mo Ziwei Shi Jialuo                                      | Corea del Sud Ha Tae-gyu Heo Jun Kim Hyo-gon Son Young-ki                          | Hong Kong Cheung Ka Long Cheung Siu Lun Nicholas Choi Yeung Chi Ka                               | [ 132 ] |
| 15 giugno 2017   | Campionati asiatici Hong Kong               | CC   | Sciabola | Indiv.  | Gu Bon-gil                                                                        | Mohammad Rahbari                                                                   | Kim Jun-ho Ali Pakdaman                                                                          | [ 133 ] |
| 15 giugno 2017   | Campionati asiatici Hong Kong               | CC   | Sciabola | Squadre | Corea del Sud Gu Bon-gil Kim Jun-ho Kim Jung-hwan Oh Sang-uk                      | Iran Mojtaba Abedini Mohammad Fotouhi Ali Pakdaman Mohammad Rahbari                | Cina Liang Jianhao Lu Yang Wang Shi Zhou Ziqiu                                                   | [ 134 ] |
| 19 luglio 2017   | Campionato mondiale Lipsia                  | CM   | Spada    | Indiv.  | Paolo Pizzo                                                                       | Nikolai Novosjolov                                                                 | András Redli Richard Schmidt                                                                     | [ 135 ] |
| 19 luglio 2017   | Campionato mondiale Lipsia                  | CM   | Spada    | Squadre | Francia Yannick Borel Ronan Gustin Daniel Jérent Jean-Michel Lucenay              | Svizzera Georg Kuhn Max Heinzer Michele Niggeler Benjamin Steffen                  | Russia Nikita Glazkov Anton Glebko Sergej Chodos Pavel Suchov                                    | [ 136 ] |
| 19 luglio 2017   | Campionato mondiale Lipsia                  | CM   | Fioretto | Indiv.  | Dmitry Zherebchenko                                                               | Toshiya Saitō                                                                      | Daniele Garozzo Takahiro Shikine                                                                 | [ 137 ] |
| 19 luglio 2017   | Campionato mondiale Lipsia                  | CM   | Fioretto | Squadre | Italia Daniele Garozzo Giorgio Avola Alessio Foconi Andrea Cassarà                | Stati Uniti Alexander Massialas Race Imboden Miles Chamley-Watson Gerek Meinhardt  | Francia Enzo Lefort Jérémy Cadot Erwann Le Péchoux Julien Mertine                                | [ 138 ] |
| 19 luglio 2017   | Campionato mondiale Lipsia                  | CM   | Sciabola | Indiv.  | András Szatmári                                                                   | Gu Bon-gil                                                                         | Vincent Anstett Kamil Ibragimov                                                                  | [ 139 ] |
| 19 luglio 2017   | Campionato mondiale Lipsia                  | CM   | Sciabola | Squadre | Corea del Sud Gu Bon-Gil Kim Jung-Hwan Oh Sang-Uk Kim Jun-ho                      | Ungheria Csanád Gémesi András Szatmári Áron Szilágyi Tamas Decsi                   | Italia Enrico Berrè Dario Cavaliere Luca Curatoli Luigi Samele                                   | [ 140 ] |

## Classifica generale

### Spada

#### Donne
| Pos. | Atleta            | Punti |
| ---- | ----------------- | ----- |
| 1    | Violetta Kolobova | 168   |
| 2    | Julia Beljajeva   | 164   |
| 3    | Ewa Nelip         | 162   |
| 4    | Tatiana Logunova  | 153   |
| 5    | Emese Szász       | 132   |
| 6    | Yiwen Sun         | 129   |
| 7    | Vivian Kong       | 119   |
| 8    | Alexandra Ndolo   | 116   |
| 9    | Tatiana Gudkova   | 115   |
| 10   | Olena Kryvytska   | 113   |

| Pos. | Nazione       | Punti |
| ---- | ------------- | ----- |
| 1    | Cina          | 372   |
| 2    | Estonia       | 368   |
| 3    | Corea del Sud | 276   |
| 4    | Francia       | 270   |
| 5    | Russia        | 268   |

#### Uomini
| Pos. | Atleta               | Punti |
| ---- | -------------------- | ----- |
| 1    | Yannick Borel        | 166   |
| 2    | Paolo Pizzo          | 159   |
| 3    | Nikolai Novosjolov   | 158   |
| 4    | Marco Fichera        | 157   |
| 5    | Park Kyoung-doo      | 157   |
| 6    | Kweon Young-jun      | 122   |
| 7    | Daniel Jerent        | 118   |
| 8    | Ruben Limardo Gascon | 117   |
| 9    | Jung Jin-sun         | 113   |
| 10   | Bogdan Nikishin      | 106   |

| Pos. | Nazione       | Punti |
| ---- | ------------- | ----- |
| 1    | Francia       | 362   |
| 2    | Russia        | 299   |
| 3    | Italia        | 280   |
| 4    | Corea del Sud | 272   |
| 5    | Svizzera      | 268   |

### Fioretto

#### Donne
| Pos. | Atleta             | Punti |
| ---- | ------------------ | ----- |
| 1    | Inna Deriglazova   | 254   |
| 2    | Arianna Errigo     | 236   |
| 3    | Lee Kiefer         | 230   |
| 4    | Alice Volpi        | 195   |
| 5    | Ysaora Thibus      | 177   |
| 6    | Nicole Ross        | 162   |
| 7    | Martina Batini     | 146   |
| 8    | Nam Hyun-hee       | 123   |
| 9    | Svetlana Tripapina | 102   |
| 10   | Camilla Mancini    | 95    |

| Pos. | Nazione     | Punti |
| ---- | ----------- | ----- |
| 1    | Italia      | 448   |
| 2    | Stati Uniti | 332   |
| 3    | Russia      | 312   |
| 4    | Francia     | 264   |
| 5    | Germania    | 260   |

#### Uomini
| Pos. | Atleta               | Punti |
| ---- | -------------------- | ----- |
| 1    | Alexander Massialas  | 201   |
| 2    | Daniele Garozzo      | 200   |
| 3    | Timur Safin          | 194   |
| 4    | Alessio Foconi       | 174   |
| 5    | Race Imboden         | 167   |
| 6    | Richard Kruse        | 150   |
| 7    | Dmitry Zherebchenko  | 144   |
| 8    | Giorgio Avola        | 140   |
| 9    | Miles Chamley-Watson | 135   |
| 10   | Ha Tae-gyu           | 121   |

| Pos. | Nazione       | Punti |
| ---- | ------------- | ----- |
| 1    | Francia       | 388   |
| 2    | Italia        | 364   |
| 3    | Stati Uniti   | 352   |
| 4    | Russia        | 312   |
| 5    | Corea del Sud | 242   |

### Sciabola

#### Donne
| Pos. | Atleta            | Punti |
| ---- | ----------------- | ----- |
| 1    | Anna Márton       | 197   |
| 2    | Cécilia Berder    | 183   |
| 3    | Kim Ji-yeon       | 181   |
| 4    | Manon Brunet      | 158   |
| 5    | Yana Egorian      | 148   |
| 6    | Olga Kharlan      | 136   |
| 7    | Irene Vecchi      | 133   |
| 8    | Charlotte Lembach | 127   |
| 9    | Rossella Gregorio | 127   |
| 10   | Azza Besbes       | 119   |

| Pos. | Nazione       | Punti |
| ---- | ------------- | ----- |
| 1    | Italia        | 400   |
| 2    | Corea del Sud | 317   |
| 3    | Francia       | 312   |
| 4    | Russia        | 280   |
| 5    | Stati Uniti   | 264   |

#### Uomini
| Pos. | Atleta          | Punti |
| ---- | --------------- | ----- |
| 1    | Gu Bon-gil      | 231   |
| 2    | Luca Curatoli   | 189   |
| 3    | András Szatmári | 188   |
| 4    | Áron Szilágyi   | 163   |
| 5    | Vincent Anstett | 161   |
| 6    | Kim Jung-hwan   | 160   |
| 7    | Oh Sang-uk      | 158   |
| 8    | Max Hartung     | 128   |
| 9    | Daryl Homer     | 124   |
| 10   | Luigi Samele    | 122   |

| Pos. | Nazione       | Punti |
| ---- | ------------- | ----- |
| 1    | Corea del Sud | 388   |
| 2    | Italia        | 364   |
| 3    | Ungheria      | 296   |
| 4    | Iran          | 272   |
| 5    | Russia        | 268   |